# Sing (大黒摩季の曲)
「Sing」（シング）は、2022年7月10日にリリースの大黒摩季の配信限定シングル。

## 概要
デビュー30周年を記念して制作された楽曲で、弾き語りによるバラードナンバー。レコーディングは大黒の母校である藤女子中学校・高等学校の講堂にあるスタインウェイ・アンド・サンズのピアノを使って一発撮りで行われた。
6月19日には公式YouTubeチャンネルでMVが公開され、7月10日からは「SPARKLE」とともに先行配信が開始。

## 収録曲
| #  | タイトル | 作詞     | 作曲     | 編曲     | 時間 |
| -- | -------- | -------- | -------- | -------- | ---- |
| 1. | 「Sing」 | 大黒摩季 | 大黒摩季 | 大黒摩季 | 7:02 |